# NGC 3938
NGC 3938 je spiralna galaktika u zviježđu Velikom medvjedu. 
Tri su supernove u ovoj galaktici:
- SN 1961U
- SN 1964L
- SN 2005ay

## Vanjske poveznice
- (eng.) SEDS: NGC 3938
- (eng.) Revidirani Novi opći katalog
- (eng.) Izvangalaktička baza podataka NASA-e i IPAC-a
- (eng.) Astronomska baza podataka SIMBAD
- (eng.) VizieR